# U.F.O. (2010)
U.F.O. ist ein deutscher Spielfilm aus dem Jahr 2010. Die Geschichte, zu der Autor und Regisseur Burkhard Feige auch das Drehbuch verfasste, spielt vor dem Hintergrund der Reaktorkatastrophe von Tschernobyl vom 26. April 1986. Der Film wird aus Sicht eines zwölfjährigen Jungen erzählt und setzt sich mit der Frage auseinander, wo Normalsein aufhört und Verrücktheit beginnt. Die nukleare Strahlung fungiert hierbei als Metapher, da diese – genauso wie eine psychische Erkrankung – unsichtbar sei.
Premiere feierte U.F.O. am 20. Januar 2010 im Wettbewerb des 31. Filmfestivals Max Ophüls Preis in Saarbrücken. Fernsehpremiere hatte der Film am 24. November 2010 im SWR. Das Werk erhielt das FBW-Prädikat Besonders Wertvoll.

## Inhalt
1986. In der Sowjetunion macht Gorbatschow Glasnost und in Wackersdorf wird gegen die Wiederaufbereitungsanlage demonstriert. Dem 12-jährigen Bodo ist das egal. Er ist Weltraumfan und findet es wunderbar, dass er mit seiner Mutter Christa Klingonen-Schlacht im Supermarkt spielen kann. Auch die Tatsache, dass er in Philippsburg direkt neben einem Kernkraftwerk wohnt, stört ihn wenig – im Gegensatz zu seiner Mutter, die sich von dem Kraftwerk bedroht fühlt. Am 28. Januar verfolgt Bodo mit Begeisterung den Start des Space Shuttles Challenger. Das mediale Interesse ist enorm: zum ersten Mal fliegt eine Zivilistin mit ins All. Aber Bodos Mutter Christa verhält sich plötzlich seltsam und starrt weggetreten in den Himmel. Kurz darauf explodiert das Space Shuttle in einem Feuerball.
Frühjahr 1986. Die Familie zieht um. Alles scheint sich wieder zu normalisieren. Christa ist froh, endlich weg zu sein vom Philippsburger Kernkraftwerk. Aber in der neuen Heimat, einer Hochhaussiedlung in Karlsruhe, verfällt sie kurz darauf wieder in ihr Verhaltensmuster und starrt weggetreten in den Himmel – ganz zum Missfallen von Wolfi und Dirk, zweier Jungs aus der Siedlung. Auch Bodo hat ein ungutes Gefühl. Er glaubt, irgendetwas liege in der Luft. Aber keiner interessiert sich dafür. Vater Robert ist vollauf mit dem Einzug beschäftigt und der ältere Bruder Mark hat nur Augen für die hübsche Tina von nebenan.
Am 26. April explodiert das Kernkraftwerk in Tschernobyl. Christa sieht die radioaktive Bedrohung regelrecht auf sich zukommen und steigert sich immer weiter in ihre Ängste hinein. Für Vater Robert ist das Strahlenhysterie. Bodo aber fragt sich, ob seine Mutter möglicherweise mehr weiß, als alle anderen – ob es eine Verbindung gibt, zwischen der Katastrophe und Christas Verhalten.
Eines Nachts versucht Bodos Mutter, mit dem Staubsauger gegen die drohende Wolke vorzugehen. Als Vater Robert seine Frau zur Vernunft bringen will, kommt es zu einer Auseinandersetzung, in deren Verlauf er den älteren Sohn Mark schlägt. Christa flüchtet mit Bodo – die Irrfahrt endet in einem Unfall. Am nächsten Tag ist die Mutter verschwunden. Niemand redet richtig mit Bodo oder erklärt ihm die Situation. Gemeinsam mit seinem neuen Freund Wolfi, einem verwöhnten Schlüsselkind, macht er sich deshalb auf die Suche. Im Usenet, dem Vorläufer des Internets, geraten die beiden in einen Strudel aus Halbwahrheiten und Verschwörungstheorien: über schwarze Gestalten, Kornkreise und einen obskuren Mottenmann.
Als Bodos Mutter eines Tages unvermittelt wieder zu Hause auftaucht, scheint eine weitere Katastrophe vorprogrammiert. Sie steigt ein auf Wolfis abstruse Ideen – von denen Bodo bereits nicht mehr sonderlich überzeugt ist. Als Christa ihm eines Tages offenbart, sie sei nicht verrückt – sie wisse nur alles, beginnt für den Jungen ein schmerzhafter Erkenntnisprozess. Bei einer erneuten Flucht auf das Dach des Hochhauses findet dieser in einem Suizidversuch der Mutter seinen Höhepunkt. Am Ende des Films sitzt Bodo mit seinem Vater auf dem Dach des Hochhauses und funkt mit seiner Mutter. Die befindet sich wahrscheinlich in der Psychiatrie. Vielleicht aber auch im Himmel.

## Historischer Kontext
Am 26. April 1986 explodierte nahe der Stadt Prypjat Block vier des ukrainischen Kernkraftwerks Tschernobyl. In den darauf folgenden Tagen wurde bekannt, dass eine radioaktive Wolke große Teile Europas bedrohte. Die Reaktionen in der Bundesrepublik reichten von Verharmlosung über Ratlosigkeit bis hin zu panischen Hamsterkäufen und der Angst davor, überhaupt noch ins Freie zu gehen. Spielplätze wurden gesperrt, Obst und Gemüse massenweise vernichtet. Die Gesellschaft befand sich in einer Art paranoidem Ausnahmezustand, denn auch Forschung und Politik waren sich uneins über das Ausmaß der Bedrohung.

## Hintergrund
U.F.O. ist das Spielfilm-Debüt von Burkhard Feige und entstand im Rahmen der SWR-Reihe Debüt im Dritten. Die Geschichte trägt autobiografische Züge, ist in ihrer Handlung aber frei erfunden.
Auch für die Produzenten Christoph Holthof und Daniel Reich mit ihrer Baden-Badener Firma Kurhaus Production bedeutete U.F.O. das Spielfilm-Debüt.
Der Film wurde im Sommer 2009 in Karlsruhe und Umgebung gedreht. Die Eingangs-Sequenz spielt in Philippsburg. Die Produktion entstand mit geringem Budget und niedrigen Darstellergagen.

### Besetzung
Für die Hauptrolle des 12-jährigen Bodo hatte man sich auf ein zeitaufwändiges Casting eingestellt. Eine Auswahl aus hunderten von Kandidaten wurde zu Castings in mehrere deutsche Großstädte eingeladen, darunter Berlin und München. Jedoch bereits der erste Kandidat beim ersten Casting, Henry Stange, bekam die Rolle.
Für die Rolle des Wolfi wurde Dennis Chmelensky besetzt. Der Nachwuchssänger hatte durch seine Teilnahme an der zweiten Staffel der Talentshow Das Supertalent auf sich aufmerksam gemacht. Im Oktober und November des Jahres 2008 war diese vom deutschen Fernsehsender RTL ausgestrahlt worden.
Elmar Hörig, in den 1980er Jahren Moderator beim Radiosender SWF3, übernahm in U.F.O. den Part seiner Radio-Stimme. Die Moderationen sprach er eigens für den Film ein.

### Motive
Da der Film mit geringen Budget entstand, war bereits bei der Wahl der Drehorte ein möglichst authentischer 1980er-Jahre-Look ausschlaggebend. Insbesondere die Suche nach einem geeigneten Hauptmotiv gestaltete sich schwierig. Szenenbildner Christian Strang besichtigte hierzu an die 80 Hochhaussiedlungen in Baden-Württemberg. Fündig wurde er schließlich in Durmersheim bei Karlsruhe.

### Dreharbeiten
Für die Aufnahmen zwischen dem 11. August und dem 22. September 2009 standen 30 Drehtage zur Verfügung. Gemeinsam mit Kameramann Ralf Leistl entschied man sich für herkömmliches, analoges Super-16-Filmmaterial, um mit dessen eher körniger Charakteristik dem Bildempfinden der 1980er Jahre entgegenzukommen. Es folgte eine mehrwöchiges, digitales Colour Grading, bei dem der Film einen kontrastreichen Sepia-Look erhielt.

### Szenenbild & Kostümbild
Die Herausforderung für Szenenbildner Christian Strang und Kostümbildnerin Bettina Marx bestand darin, einerseits authentisch zu sein, andererseits durch bunte 1980er-Jahre-Schauwerte nicht von der ernsthaften Geschichte abzulenken. Insbesondere beim Kostümbild verlangte Regisseur Burkhard Feige daher oftmals Zurückhaltung: „Hätten wir bestimmte Kleidung und Frisuren so gezeigt, wie sie wirklich aussahen, dann hätten wahrscheinlich viele gesagt: Ist ja total übertrieben!“

### Musik
Der Filmscore wurde komponiert und eingespielt vom Kölner Komponisten-Duo Dürbeck & Dohmen. Konzept war die Verbindung von klassischen mit – für die 1980er Jahre typischen – elektronischen Instrumenten, wie Orgel und Synthesizer. Zusätzlich ziehen sich elektrische Störgeräusche durch die Musik, um auf akustischer Ebene die Katastrophe von Tschernobyl und die psychotische Störung der weiblichen Hauptfigur Christa zu verbinden.
Ergänzt wird der Filmscore durch einen Soundtrack mit Songs aus den 1980er Jahren. Darunter The Alan Parsons Project (Lucifer), Michael Sembello (Maniac), Paso Doble (Computerliebe), Visage (Fade to Grey), Kim Wilde (Cambodia), Peter Schilling (Major Tom (völlig losgelöst)), Nena (Nur geträumt), Corey Hart (Sunglasses at Night), UKW (Sommersprossen), Billy Idol (Dancing with Myself).

## Kritik
Der Film erhielt überwiegend positive Kritiken. Die FAZ schrieb, „der Film zeigt die Krankheit der Mutter und die wachsende Verzweiflung der beiden Söhne und des Vaters nicht schonungslos. Und darin liegt seine Stärke, der Regisseur Feige wälzt das Thema nicht bis ins letzte Detail aus. So gewinnt die Handlung an Bedeutung, auch für die heutige Zeit“. Der film-dienst bezeichnet das Werk als „sensibles (Fernseh-)Drama, dem es bei aller Schwere des Geschehens nicht an Humor mangelt. Die Mischung aus Familiendrama und Coming-Of-Age Geschichte ist mit bewundernswerter Leichtigkeit inszeniert.“. Und laut Deutscher Film- und Medienbewertung (FBW) gelingt es Burkhard Feige, „eine sehr bewegende, feinsinnige Studie des Krankheitsbildes Psychose wie auch ein authentisch ausgestattetes Stimmungsbild der 80er Jahre zu zeichnen“.